# 庫爾特維爾 (伊利諾伊州)
庫爾特維爾（英語：Coulterville）是位於美國伊利諾伊州蘭道夫縣的一個村落。

## 地理
庫爾特維爾的座標為38°11′03″N 89°36′20″W / 38.18417°N 89.60556°W，而該地最高點為海拔高度169米（即554英尺）。

## 人口
根據2010年美國人口普查的數據，庫爾特維爾的面積為1.45平方千米，當中陸地面積為1.45平方千米，而水域面積為0.00平方千米。當地共有人口945人，而人口密度為每平方千米651人。